# Irineu Evangelista de Sousa
Irineu Evangelista de Sousa, appelé aussi Vicomte de Mauá ou Barão (baron) de Mauá (1813–1889) était un entrepreneur, industriel, banquier et politicien brésilien du XIXe siècle, formé à l'école anglaise, qui a contribué au développement du pays.

## Biographie
Né dans une famille de petits ranchers, Irineu Evangelista de Sousa est devenu l'un des hommes les plus riches du XIXe siècle, surnommé le « Rothschild de l'Amérique du Sud » par le New York Times en 1871. 
Formé à l'école anglaise, il profite dès l'âge de 25 ans de la décision du gouvernement brésilien d'imposer des droits de douane en 1844, afin de favoriser le développement d'une industrie nationale. Il décide d'acheter une fonderie, à Ponta de Areia, dans la baie de Rio de Janeiro, puis de créer en 1846 une société de construction navale, l'une des toutes premières du continent sud-américain.
Fondateur en 1851 du Banco do Brasil, il devient le plus important banquier du Brésil. En 1853, il subit une expropriation partielle, ordonnée par l’Empereur : il est contraint de fusionner son établissement avec d'autres, pour financer l'économie brésilienne.
Il reçoit alors le titre de baron dès 1854. Il est à l'origine du financement des grandes plantations de café, puis de la construction de plusieurs lignes ferroviaires, les premières du pays. Il a en particulier donné son nom à la ligne ferroviaire de Mauá, première ligne de chemin de fer construite au Brésil, inaugurée le 30 avril 1854, qui reliait le port de Mauá au quartier de Fragoso. Il est aussi à l'origine de la São Paulo Railway, construite avec des capitaux anglais, mise en circulation dès 1867, afin de faciliter le transport du café de la région de São Paulo, alors en pleine expansion agricole, vers le port de Santos.
Ses investissements dans le transport maritime, notamment la marine à vapeur vers l'Europe ou sur le fleuve Amazone, dont il obtient le monopole dès 1852, ont contribué à la forte croissance économique du Brésil. Il a également fondé la première banque de l'histoire de l'Uruguay, le « Banco Mauá Y Cia. »
Jules Verne le mentionne dans le chapitre XII de son roman De la Terre à la Lune.